# Европско првенство у атлетици на отвореном 1938 — 80 метара препоне за жене
Такмичење у трци на 80 метара са препонама у женској конкуренцији на Европском првенству у атлетици 1938. одржано је 17. септембра на стадиону Пратер у Бечу. Ово је било прво Европско првенство на којем су учествовале жене.

## Земље учеснице
Учествовало је 9 такмичарки из 4 земље.
1. Италија (1)
2. Немачка (3)
3. Уједињено Краљевство (3)
4. Холандија  (2)

## Освајачи медаља
|                          |                      |                              |
| Клаудија Тестони Италија | Лиза Гелијус Немачка | Катерина Тер Браке Холандија |

## Резултати

### Полуфинале
Такимичарке су биле подељене у 3 групе, а прве две из сваке групе пласирале су се у финале (КВ).
| Пласман | Група | Такмичарка         | Земља                | Време | Белешке |
| ------- | ----- | ------------------ | -------------------- | ----- | ------- |
| 1.      | 1     | Клаудија Тестони   | Италија              | 11,8  | РЕП, КВ |
| 2.      | 1     | Лиза Гелијус       | Немачка              | 11,9  | КВ      |
| 2.      | 3     | Анамари Вестфал    | Немачка              | 11,9  | КВ      |
| 4.      | 3     | Катерина Тер Браке | Холандија            | 12.0  | КВ      |
| 5.      | 2     | Ани Шпицвег        | Немачка              | 12,2  | КВ      |
| 6.      | 2     | Agatha Doorgeest   | Холандија            | 12,3  | КВ      |
| 7.      | 2     | Евелин Метју       | Уједињено Краљевство | 12,3  |         |
| 7.      | 3     | Кејт Робертсон     | Уједињено Краљевство | 12,3  |         |
| 9.      | 1     | Етел Рејби         | Уједињено Краљевство | 13,2  |         |

### Финале
| Пласман | Такмичарка         | Држава    | Време | Белешке |
| ------- | ------------------ | --------- | ----- | ------- |
|         | Клаудија Тестони   | Италија   | 11,6  | РЕП     |
|         | Лиза Гелијус       | Немачка   | 11,7  |         |
|         | Катерина Тер Браке | Холандија | 11,8  |         |
| 4       | Анамари Вестфал    | Немачка   | 12,0  |         |
| 5       | Agatha Doorgeest   | Холандија | 12,0  |         |
| 6       | Ани Шпицвег        | Немачка   | 12,1  |         |